# Саботаж
 Тази статия е за действието.  За филма от 1936 година вижте Саботаж (филм).  
Саботаж е преднамерено действие на лице или група лица, по време на, или без военни действия с цел да се нанесат вреди на съоръжение, машини, разрушаването им или трайна вреда на оборудването.

## История
За първи път за саботаж започва да се говори през 19 век, по време на Индустриалната революция.
Във Франция започват да стават множество аварии на новите механични станове, които изместват ръчното тъкане. Тъй като механичните станове произвеждат много повече продукция, с по-малко хора, често недоволните работници хвърляли своите груби дървени обувки – сабо (на френски: sabots), в движещите детайли и така увреждали машините.
При военни действия и терористични акции, често се използва и сродното понятие диверсия.